# Demaniella cibourgensis
Demaniella cibourgensis är en rundmaskart. Demaniella cibourgensis ingår i släktet Demaniella och familjen Diplogasteridae. Inga underarter finns listade i Catalogue of Life.